# Groot Dictee der Nederlandse Taal
Het Groot Dictee der Nederlandse Taal is een wedstrijd in het correct spellen van de Nederlandse taal, die van 1990 tot en met 2016 jaarlijks in de derde week van december gelijktijdig in Nederland en in België via de televisie werd uitgezonden. Sinds 2018 wordt het dictee via de radio uitgezonden, door NPO Radio 1. Via de site van NPO Radio 1 en via NPO 1 Extra wordt het dictee met beeld uitgezonden.
De tv-versie vond plaats in de vergaderzaal van de Eerste Kamer in Den Haag en werd uitgezonden door de Nederlandse en Vlaamse publieke omroepen. Deelnemers bij de tv-versie waren Nederlanders en Vlamingen. De radioversie vindt jaarlijks telkens op een andere locatie plaats. Bij de radioversie zijn er alleen Nederlandse deelnemers. De luisteraars kunnen tijdens de uitzending, net als vroeger de kijkers, thuis meeschrijven en zo hun eigen spelvaardigheid testen. Daarnaast kan er ook in verschillende bibliotheken in heel Nederland worden meegeschreven (bij de tv-versie kon dit in verschillende zalen).

## Omschrijving
Het dictee telde elk jaar circa zestig deelnemers, in 1990 één Vlaming, de overigen waren Nederlanders. Vanaf 1991 tot 2014 deden veertig Nederlanders en twintig Vlamingen mee, per 2015 kwamen dertig deelnemers uit Nederland en dertig uit Vlaanderen. Beide groepen bestonden voor de helft uit uitgenodigde prominenten die vanuit verscheidene disciplines befaamd waren, en voor de andere helft uit deelnemers die geselecteerd werden via een voorronde in de dagbladen de Volkskrant en De Morgen. Slechts één prominente persoon won, namelijk de Vlaamse nieuwslezer Freek Braeckman, in de editie van 2011. Vaste prominente deelnemer was de Nederlandse dichter en schrijver Bart Chabot. Hij schreef in 2014 de tekst voor het 25e Groot Dictee.
De radioversie telt 40 deelnemers: 20 geselecteerde luisteraars van de Taalstaat (in 2023 Taalstaat Topteam genoemd) en 20 prominenten. Bovendien doen er alleen Nederlanders mee met deze versie.
Tot 2003 werd het programma op een maandag in december uitgezonden, vanaf 2004 op de derde woensdag van december en van 2015 tot en met 2018 op de derde zaterdag van die maand. Vanaf 2019 wordt het dictee niet meer in december uitgezonden, maar in november, van 2019 tot 2021 op de eerste zaterdag, in 2022 en 2023 op de laatste zaterdag en in 2024 op de tweede zaterdag. Het wordt ook niet meer in de avond, maar in de ochtend uitgezonden.
De herkenningsmelodie waarmee de televisieversie begon en werd omlijst, was het derde deel (het allegro assai) uit het celloconcert in A-majeur van Carl Philipp Emanuel Bach (Wq 172, volgens de nummering door Alfred Wotquenne uit 1905). De radioversie werd van 2018 tot 2021 muzikaal ondersteund door het Dans- en Showorkest Thijs Boontjes, dat voor het dictee een speciaal dicteelied schreef. Vanaf 2022 wordt dit elk jaar door een andere artiest gedaan. Ook deze artiest schrijft voor het dictee een speciaal dicteelied.

### Presentatie

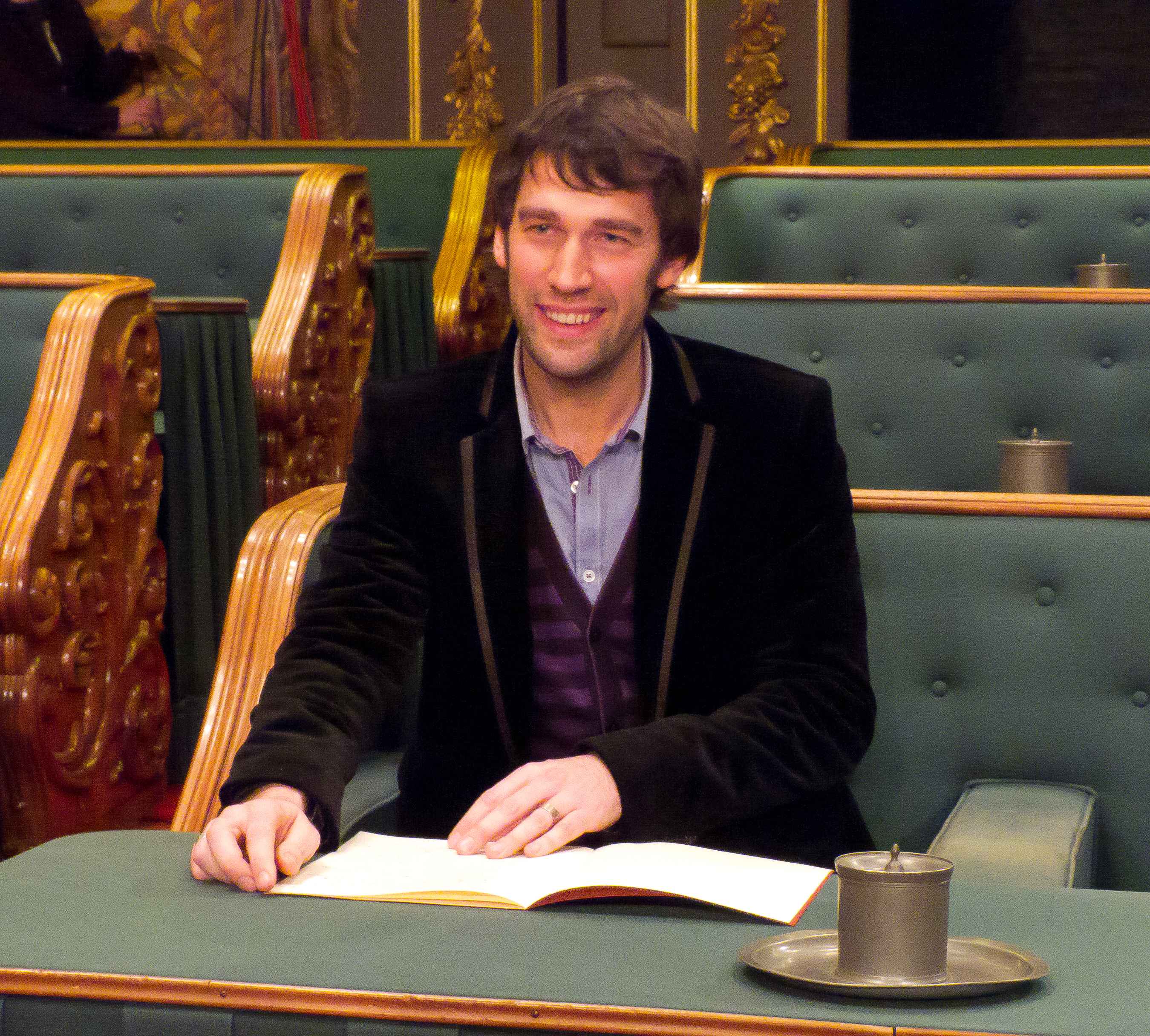
Braeckman tijdens het Groot Dictee van 2011, waar hij de beste prominent was en een van de twee winnaars.

De presentatie was vanaf het begin in handen van de Nederlandse journalist en initiatiefnemer Philip Freriks. Na bezwaar van Vlamingen, die de tongval van Freriks niet goed verstonden, werd in 2005 een Vlaamse copresentator aangesteld. Tot en met 2014 was dit de VRT-journaliste Martine Tanghe; sinds 2015 haar collega en voormalig dicteewinnaar Freek Braeckman. De eerste radio-editie van 2018 werd ook nog gepresenteerd door Freriks, die hierna besloot te stoppen. Het stokje werd overgedragen aan Frits Spits.

## Geschiedenis
Het initiatief voor het dictee kwam van Philip Freriks, destijds correspondent in Parijs voor de Volkskrant. In een column schreef hij over La Dictée, de oorspronkelijke Franse versie. Het eerste Nederlandse dictee werd gehouden in 1990, toen nog onder de naam Nationaal Dictee, met vrijwel uitsluitend Nederlandse deelnemers, op één Vlaamse deelnemer na, die zich via de voorrondes had geplaatst. In 1991 werd de samenwerking met de Vlaamse publieke omroep aangegaan en kreeg het dictee zijn latere naam. Desondanks werd het nog vaak het Nationaal Dictee genoemd.
In 2007 overleed de schrijver van de 18e editie van het dictee, Jan Wolkers, twee maanden voor de uitzending ervan. Hierna besloot Wolkers' weduwe Karina het dictee voor te dragen.
In 2011 deed voor het eerst een Waal mee, Christophe Deborsu. Met tien fouten deed hij het beter dan de gemiddelde deelnemer.
In 2011 was er geen Vlaamse copresentator. Martine Tanghe, die sinds 2005 vaste copresentatrice was, moest wegens haar revalidatie van borstkanker verstek laten gaan. Er werd geen vervanger aangesteld. Gedeelde winnaar van dit dictee was VRT-journalist Freek Braeckman. Hij droeg zijn overwinning op aan Tanghe.
Tijdens het dictee van 2013, geschreven door Kees van Kooten, ging het niet alleen om het vermijden van spelfouten, maar dienden in de zinnen 4 tot en met 8 ook taal- en stijlfouten, zoals contaminaties, te worden onderstreept. Het niet aangeven van grammaticale fouten gold tijdens dit dictee ook als gemaakte fout. Van Kooten beoogde een trendbreuk met zijn dictee, maar de manier waarop hij dat deed, riep veel kritische reacties op.

### Van televisie naar radio
In mei 2017 besloot de NTR met directe ingang met het programma te stoppen. Voornaamste reden waren de fors teruglopende kijkcijfers. Ooit keken in Nederland meer dan één miljoen mensen, in 2016 nog maar 368.000. Het Groot Dictee was volgens de beslissers niet met zijn tijd meegegaan en werd als archaïsch beschouwd. Als gevolg hiervan werd in 2017 geen Groot Dictee uitgezonden.
In september 2018 werd bekend dat het dictee zou terugkeren als radioprogramma op NPO Radio 1, in samenwerking met De Taalstaat. Het wordt sinds dat jaar niet meer door NTR, maar door KRO-NCRV uitgezonden. De eerste radio-editie werd op 15 december 2018 gehouden in de bibliotheek in Haarlem Centrum, opnieuw met Freriks als voorlezer. Sinds 2019 wordt het dictee voorgelezen door Gerdi Verbeet. De radioversie van het dictee wordt elk jaar geschreven door Wim Daniëls die het dictee dan tevens in de uitzending voorleest.
In 2020 werd het dictee vanwege de coronapandemie die dat jaar uitbrak digitaal gehouden, aangezien ten tijde van de uitzending alle bibliotheken gesloten waren. Het dictee werd vanuit de studio van Radio 1 in Hilversum uitgezonden. De deelnemers schreven het dictee thuis via internet, middels een tablet op een speciaal voor het dictee gemaakte website. Op die site konden ze het dictee ook naar de jury sturen, die het, eveneens digitaal, kon nakijken. In de studio was een zogenaamde meeschrijver aanwezig, iemand die het dictee wel gewoon schreef. De dicteersnelheid werd hierop aangepast, zodat het bij te houden was voor degenen die thuis meeschreven.

## Regels
Tot en met de spellingwijziging van 1995 gold de voorkeurspelling uit het Groene Boekje van 1954 als de standaard. Voor woorden die niet in het Groene Boekje stonden, gold sinds 1992 de spelling in Van Dale Groot Woordenboek der Nederlandse Taal, 12e herziene uitgave uit 1992.
Van 1996 tot en met 2005 werden het Groene Boekje uit 1995 en de Van Dale 12e herziene uitgave uit 1995 in de nieuwe spelling, en vervolgens de 13e herziene uitgave van de Van Dale uit 1999 gebruikt. De nieuwe spelling uit 2005 werd op 1 augustus 2006 officieel ingevoerd en werd daarom nog niet gebruikt bij het dictee van 2005.
Sinds 2006 werd de spelling van 2005 zoals die in het Groene Boekje staat gebruikt. Voor woorden die daar niet in staan, gold tot en met 2014 de spelling van de 14e editie van de Grote Van Dale uit 2005 en geldt sinds 2015 de spelling in de 15e editie uit 2015.
Als fouten worden gerekend:
1. spellingsfouten (in één woord kunnen een of meer fouten staan)
2. het onjuiste gebruik van koppeltekens en/of afbreektekens of het ontbreken daarvan
3. het niet op de juiste manier aaneenschrijven van samenstellingen
4. fouten tegen het gebruik van accenten (´, `, en ^), apostrofs (') en trema's (¨)
5. het gebruik van hoofdletters als het kleine letters moeten zijn
6. het gebruik van kleine letters als het hoofdletters moeten zijn
7. het niet volledig uitschrijven van cijfers, zoals "11-jarige" in plaats van "elfjarige" (dit geldt niet voor woorden waarvan het cijfer een vast onderdeel is, zoals CO2 of mp3). Deze regel verviel in eerste instantie bij de radioversie, maar keerde in 2023 weer terug.
8. het bovenaan niet noteren van de titel van het dictee. Hiervoor worden 2 fouten gegeven.

Deze regels worden tijdens de uitzending aan de deelnemers en de kijkers/luisteraars thuis meegedeeld voordat het dictee van start gaat. Dit werd op TV gedaan door de voorzitter van de jury. Op de radio wordt dit door Gerdi Verbeet gedaan, voorafgaand aan het voorlezen van het dictee.

## Overzicht van de dictees met winnaars
| Nr                                                                        | Jury                                                                | Winnaar                                          | Fouten                  | Winnende prominent                         | Fouten                  | Gemiddelde              | Totaal                  |
| tv-versie                                                                 | tv-versie                                                           | tv-versie                                        | tv-versie               | tv-versie                                  | tv-versie               | tv-versie               | tv-versie               |
| 1990: Kees Fens – Artis                                                   | 1990: Kees Fens – Artis                                             | 1990: Kees Fens – Artis                          | 1990: Kees Fens – Artis | 1990: Kees Fens – Artis                    | 1990: Kees Fens – Artis | 1990: Kees Fens – Artis | 1990: Kees Fens – Artis |
| ------------------------------------------------------------------------- | ------------------------------------------------------------------- | ------------------------------------------------ | ----------------------- | ------------------------------------------ | ----------------------- | ----------------------- | ----------------------- |
| 1                                                                         | Hans van Mierlo Maarten van den Toorn Kees Fens                     | Marc de Smit                                     | 5                       | Frits Korthals Altes                       | 13                      | 19                      |                         |
| 1991: Kees Fens – Reizen per spoor                                        |                                                                     |                                                  |                         |                                            |                         |                         |                         |
| 2                                                                         | Hans van Mierlo Maarten van den Toorn Kees Fens Guido Geerts        | Marjan Veenman-Arts                              | 5                       | Paul Cockx                                 | 8                       | 24                      |                         |
| 1992: Han van Gessel – Uit eten                                           |                                                                     |                                                  |                         |                                            |                         |                         |                         |
| 3                                                                         | Hans van Mierlo Maarten van den Toorn Kees Fens Guido Geerts        | Fer van Campen                                   | 2                       | Bavo Claes                                 | 14                      | 25                      |                         |
| 1993: Han van Gessel – Het decembergevoel                                 |                                                                     |                                                  |                         |                                            |                         |                         |                         |
| 4                                                                         | Hans van Mierlo Maarten van den Toorn Kees Fens Guido Geerts        | Fabienne De Broeck                               | 7                       | Luuk Gruwez                                | 8                       | 26                      |                         |
| 1994: Han van Gessel – De dicteetor                                       |                                                                     |                                                  |                         |                                            |                         |                         |                         |
| 5                                                                         | Hans van Mierlo Maarten van den Toorn Kees Fens Guido Geerts        | Louis Kesteloo                                   | 6                       | Jérôme Heldring                            | 14                      | 23                      | 1339                    |
| 1995: Han van Gessel – Uitzicht op zee                                    |                                                                     |                                                  |                         |                                            |                         |                         |                         |
| 6                                                                         | Hella Haasse Piet van Sterkenburg Kristien Hemmerechts Theo Janssen | Diederik Van Coillie                             | 2                       | Johan Tas                                  | 11                      | 23                      | 1309                    |
| 1996: Han van Gessel – De paden op!                                       |                                                                     |                                                  |                         |                                            |                         |                         |                         |
| 7                                                                         | Hella Haasse Piet van Sterkenburg Kristien Hemmerechts Theo Janssen | Marc de Smit                                     | 5                       | Ward Ramaekers                             | 10                      | 27                      |                         |
| 1997: Han van Gessel – De boekenwurm                                      |                                                                     |                                                  |                         |                                            |                         |                         |                         |
| 8                                                                         | Hella Haasse Piet van Sterkenburg Kristien Hemmerechts Theo Janssen | Johan van Dam                                    | 1                       | Guido Van Meir                             | 15                      | 28                      |                         |
| 1998: Han van Gessel – Een winteravondvertelling                          |                                                                     |                                                  |                         |                                            |                         |                         |                         |
| 9                                                                         | Henk Vonhoff Piet van Sterkenburg Martine Tanghe Theo Janssen       | Joost Verheyen                                   | 2                       | Els Borst                                  | 19                      | 31                      |                         |
| 1999: Han van Gessel – Het jachtige bestaan                               |                                                                     |                                                  |                         |                                            |                         |                         |                         |
| 10                                                                        | Henk Vonhoff Piet van Sterkenburg Martine Tanghe Theo Janssen       | Era Gordeau                                      | 2                       | Jef Rademakers                             | 27                      | 33                      |                         |
| 2000: Han van Gessel – De brief                                           |                                                                     |                                                  |                         |                                            |                         |                         |                         |
| 11                                                                        | Henk Vonhoff Piet van Sterkenburg Martine Tanghe Theo Janssen       | Jacques Verhaeghe                                | 6                       | Vincent Van Quickenborne                   | 17                      | 37                      | 2274                    |
| 2001: Han van Gessel en Bas van Kleef – De portemonnee                    |                                                                     |                                                  |                         |                                            |                         |                         |                         |
| 12                                                                        | Henk Vonhoff Piet van Sterkenburg Martine Tanghe Theo Janssen       | Caroline Schrijvers Jean Spelmans Jozef Lamberts | 3                       | Jean-Marie Dedecker                        | 21                      | 31                      | 1764                    |
| 2002: Han van Gessel en Bas van Kleef – Telefoon!                         |                                                                     |                                                  |                         |                                            |                         |                         |                         |
| 13                                                                        | Henk Vonhoff Piet van Sterkenburg Martine Tanghe Theo Janssen       | Guy De Kort                                      | 0                       | Christophe Vekeman                         | 10                      | 25                      | 1447                    |
| 2003: Han van Gessel en Bas van Kleef – De hittegolf                      |                                                                     |                                                  |                         |                                            |                         |                         |                         |
| 14                                                                        | Henk Vonhoff Piet van Sterkenburg Martine Tanghe Theo Janssen       | Oscar Fernald                                    | 7                       | Margot Vanderstraeten                      | 18                      | 39                      | 2340                    |
| 2004: Jan Mulder en Remco Campert – Normen en waarden                     |                                                                     |                                                  |                         |                                            |                         |                         |                         |
| 15                                                                        | Henk Vonhoff Piet van Sterkenburg Martine Tanghe Theo Janssen       | Frans Wollrabe                                   | 1                       | Annelies Van Herck                         | 12                      | 25                      | 1456                    |
| 2005: Herman Koch – Thuis voor de buis                                    |                                                                     |                                                  |                         |                                            |                         |                         |                         |
| 16                                                                        | Jeltje van Nieuwenhoven Henk Verkuyl Dirk Geeraerts Herman Koch     | Elsie Ribbens                                    | 4                       | Wim Oosterlinck                            | 20                      | 33                      | 2006                    |
| 2006: Martin Bril – Een soapopera                                         |                                                                     |                                                  |                         |                                            |                         |                         |                         |
| 17                                                                        | Jeltje van Nieuwenhoven Henk Verkuyl Ludo Permentier Martin Bril    | Jacques Bettelheim                               | 5                       | Jan Van den Berghe                         | 17                      | 31                      | 1848                    |
| 2007: Jan Wolkers (voorgelezen door Karina Wolkers) – De ladder naar lust |                                                                     |                                                  |                         |                                            |                         |                         |                         |
| 18                                                                        | Jeltje van Nieuwenhoven Henk Verkuyl Ludo Permentier Karina Wolkers | Mady Van Goethem                                 | 5                       | Stefan Brijs Peter Terrin                  | 10                      | 19                      | 1143                    |
| 2008: Kristien Hemmerechts – Hartenpijn                                   |                                                                     |                                                  |                         |                                            |                         |                         |                         |
| 19                                                                        | Ronald Plasterk Anneke Neijt Ludo Permentier Kristien Hemmerechts   | Luc Panis                                        | 8                       | Hendrik Vos                                | 19                      | 33,5                    | 1945                    |
| 2009: Gerrit Komrij – Carrière                                            |                                                                     |                                                  |                         |                                            |                         |                         |                         |
| 20                                                                        | Ronald Plasterk Anneke Neijt Ludo Permentier Gerrit Komrij          | Hans Bliek                                       | 7                       | Saskia De Coster                           | 14                      | 29                      | 1694                    |
| 2010: Tommy Wieringa – Kakofonie                                          |                                                                     |                                                  |                         |                                            |                         |                         |                         |
| 21                                                                        | Ronald Plasterk Anneke Neijt Ludo Permentier Tommy Wieringa         | Pieter van Diepen                                | 7                       | Mei Li Vos                                 | 25                      | 32                      | 1940                    |
| 2011: Arnon Grunberg – Zelfverminking                                     |                                                                     |                                                  |                         |                                            |                         |                         |                         |
| 22                                                                        | Inez Weski Anneke Neijt Ludo Permentier Arnon Grunberg              | Freek Braeckman Marret Kramer                    | 4                       | Freek Braeckman                            | 4                       | 13                      | 819                     |
| 2012: Adriaan van Dis – Zijn waar wij niet zijn                           |                                                                     |                                                  |                         |                                            |                         |                         |                         |
| 23                                                                        | Inez Weski Anneke Neijt Ludo Permentier Adriaan van Dis             | Edward Vanhove                                   | 3                       | Herman van der Zandt                       | 17                      | 29                      | 1440                    |
| 2013: Kees van Kooten – Een przewalskipaardenmiddel                       |                                                                     |                                                  |                         |                                            |                         |                         |                         |
| 24                                                                        | Inez Weski Anneke Neijt Ludo Permentier Kees van Kooten             | Dirk Bosmans                                     | 13                      | Maud Vanhauwaert                           | 21                      | 32                      | 1886                    |
| 2014: Bart Chabot – Tussen niemendalletje en blankebabybilletjesprivilege |                                                                     |                                                  |                         |                                            |                         |                         |                         |
| 25                                                                        | Dries van Agt Anneke Neijt Ludo Permentier Bart Chabot              | Randy van Halen                                  | 7                       | Christophe Vekeman                         | 11                      | 23                      | 1538                    |
| 2015: Lieve Joris – Lang leve het heen-en-weer                            |                                                                     |                                                  |                         |                                            |                         |                         |                         |
| 26                                                                        | Annemarie Jorritsma Ludo Permentier Lieve Joris                     | Mark Beumer (team met Frank Ketelaar)            | 11                      | Frank Ketelaar (team met Mark Beumer)      | 16                      | 23                      | 1367                    |
| 2016: A.F.Th. van der Heijden – Glossolalie                               |                                                                     |                                                  |                         |                                            |                         |                         |                         |
| 27                                                                        | Annemarie Jorritsma Ludo Permentier A.F.Th. van der Heijden         | Marco Sanders (team met Kristien Bonneure)       | 7                       | Kristien Bonneure (team met Marco Sanders) | 13                      | 18                      | 1138                    |
| Radioversie                                                               |                                                                     |                                                  |                         |                                            |                         |                         |                         |
| 2018: Wim Daniëls – Een Klimaatmaat                                       |                                                                     |                                                  |                         |                                            |                         |                         |                         |
| 28                                                                        |                                                                     | Pieter van Diepen                                | 2                       | Govert Schilling                           | 4                       |                         |                         |
| 2019: Wim Daniëls – Boeren, burgers en buitenlui                          |                                                                     |                                                  |                         |                                            |                         |                         |                         |
| 29                                                                        |                                                                     | Niels de Jonge                                   | 6                       | Gideon Samson                              | 12                      |                         |                         |
| 2020: Wim Daniëls – Wat ons bezighoudt                                    |                                                                     |                                                  |                         |                                            |                         |                         |                         |
| 30                                                                        |                                                                     | Olav van Kessel                                  | 2                       | Jean-Marc van Tol                          | 7                       |                         |                         |
| 2021: Wim Daniëls – Vaccinatiefascinatie                                  |                                                                     |                                                  |                         |                                            |                         |                         |                         |
| 31                                                                        |                                                                     | Suzanne Voets                                    | 3                       | Pieter Derks                               | 5                       |                         |                         |
| 2022: Wim Daniëls – Groningen is zó                                       |                                                                     |                                                  |                         |                                            |                         |                         |                         |
| 32                                                                        |                                                                     | Patrick van Aarle                                | 1                       | Karin Sitalsing Judith Tielen              | 2                       |                         |                         |
| 2023: Wim Daniëls – Vooruit met de geit!                                  |                                                                     |                                                  |                         |                                            |                         |                         |                         |
| 33                                                                        |                                                                     | Walter Oussoren Emiel Heuff                      | 8                       | Lydia Rood                                 | 10                      |                         |                         |
| 2024: Wim Daniëls – Rotterdam                                             |                                                                     |                                                  |                         |                                            |                         |                         |                         |
| 34                                                                        |                                                                     | Irene Vorstenbosch Wouter de Voogd               | 5                       | Ellie Lust                                 | 18                      |                         |                         |

## Statistieken
- In 1990 deden er vrijwel uitsluitend Nederlandse deelnemers mee. In de daaropvolgende 24 edities mochten er telkens 20 Vlaamse deelnemers meedoen, tegenover 40 Nederlandse deelnemers. Het dictee is in die jaren veertien keer gewonnen door Vlaanderen, elf keer door Nederland. In 2001 waren er drie winnaars, allen uit Vlaanderen. In de editie van 2011 was er een ex aequo
- Van de 30 winnaars die het Groot Dictee heeft gehad, kwamen er zeventien uit Vlaanderen en dertien uit Nederland.
- Van de 30 winnaars waren er 23 mannen en zeven vrouwen.
- Twee personen hebben het dictee twee keer gewonnen: Marc de Smit, die in 1990 deelnam als Nederlander en in 1996 als Vlaming, en Pieter van Diepen, woonachtig te Leiden, die in 2010 en in 2018 deelnam.
- Eén prominent, de Vlaamse nieuwslezer Freek Braeckman, heeft het dictee in 2011 gewonnen, samen met de Nederlandse Marret Kramer uit Haarlem.
- Het kleinste aantal fouten dat gemaakt werd: 0 (door de winnaar van de editie in 2002, Guy De Kort uit Vlaanderen).
- Het grootste aantal fouten dat gemaakt werd door een winnaar: 13 (in 2013). Die editie was wel de enige waarbij de uitdaging tweeledig was: de tekst moest in zijn geheel worden opgeschreven én grammaticale fouten moesten worden onderstreept. Het grootste aantal fouten dat in een traditionele editie door een winnaar werd gemaakt, is 11 (in 2015).
- Het grootste gemiddelde aantal fouten: 39 (in 2003).
- Het kleinste gemiddelde aantal fouten: 13 (in 2011).
- In 2004 constateerde de jury na afloop van het dictee een fout in het dictee. De naam Pampus in voor pampus liggen is niet, zoals tijdens de uitzending werd gezegd, met een hoofdletter P, maar met een kleine p. Hoewel de winnaar daardoor in plaats van nul fouten toch één fout had, kwam de uitslag niet in het gedrang.[10]

## Nederlandstalige spin-offs
Van 1995 tot 2009 vond het op Vlaanderen gerichte Groot Nederlands Dictee plaats. In 2006 kwam daar een editie bij voor degenen die het Nederlands niet als moedertaal hadden. Tussen 2004 en 2012 was er ook een Groot Kinderdictee, dat door Jurre Bosman werd voorgelezen. Hiervoor golden dezelfde regels als voor het dictee voor volwassenen. In 2010 maakte Mark Eyskens voor Radio 1 een persiflage met het Groot Dictee der federale taal, een tekst vol termen uit de Belgische (federale) politiek. De winnaar maakte acht fouten.
Tijdens de Wereldhavendagen in Rotterdam werd een aantal jaren het Rotterdams Havendictee gehouden. Dit dictee werd voorgelezen door Bert Kuizenga en vond plaats in het stadhuis van Rotterdam. Het werd uitgezonden door de regionale omroep RTV Rijnmond.
Op 16 december 2017 organiseerden Inger Hollebeek en Vellah Bogle van de Nederlandse stichting Taalvoutjes een dictee in de aula van het monumentale Vossius Gymnasium te Amsterdam, geschreven door Wouter van Wingerden, taaladviseur bij Onze Taal.

## Vergelijkbare evenementen
Het Groot Dictee der Nederlandse Taal dient te worden onderscheiden van het Groot Nederlands Dictee, dat een dictee is dat gericht is op Vlaanderen en door het Davidsfonds werd georganiseerd, in samenwerking met het tijdschrift Knack.
Er wordt ook een Nationaal dictee gehouden in het Papiamentu. Dit vindt jaarlijks plaats in Willemstad op Curaçao, een eiland dat met Aruba en Sint-Maarten deel uitmaakt van het Koninkrijk der Nederlanden.
Tevens is er een Nationaal dictee in het Maastrichts, het Groet Mestreechs Dictee. Dit dictee vindt jaarlijks plaats in het Centre Céramique in Maastricht.